# Ogastemma
- Commons
- Wikispecies

Ogastemma é um gênero de plantas pertencente à família Boraginaceae.